# Чаробњаков шегрт (филм из 2010)
Чаробњаков шегрт (енгл. The Sorcerer's Apprentice) амерички је акционо-фантастични филм из 2010. године у режији Џона Тертелтауба. Темељи се на истоименој песми Јохана Волфганга Гетеа. У филму глуме: Николас Кејџ, Џеј Барушел, Алфред Молина, Тереза Палмер и Моника Белучи.
Премијерно је приказан 8. јула 2010. године на Филмском фестивалу Фантазија, док је у биоскопе пуштен 14. јула у САД, односно 15. јула у Србији. Добио је помешане критике критичара и зарадио 215 милиона долара широм света.

## Радња
Балтазар Блејк (Николас Кејџ) сјајан је чаробњак на савременом Менхетну који покушава да одбрани град од свог исконског непријатеља, Максима Хорвата (Алфред Молина). Балтазар то не може да учини сам, зато регрутује Дејва Статлера (Џеј Барушел), наизглед просечног момка који испољава скривени потенцијал, да буде његов штићеник. Чаробњак даје свом невољном помоћнику убрзан курс из уметности и науке о магији. Ови невероватни партнери заједно ће покушати да зауставе силе зла. Дејву ће бити потребна сва храброст коју може да скупи како би преживео обуку, спасао град, освојио девојку и постао чаробњаков шегрт.

## Улоге
| Глумац            | Улога              |
| ----------------- | ------------------ |
| Николас Кејџ      | Балтазар Блејк     |
| Џеј Барушел       | Дејв Статлер       |
| Алфред Молина     | Максим Хорват      |
| Тереза Палмер     | Беки Барнс         |
| Тоби Кебел        | Дрејк Стоун        |
| Омар Бенсон Милер | Бенет Зуроу        |
| Моника Белучи     | Вероника Горлојсен |
| Алис Криге        | Моргана            |
| Роберт Капрон     | Оливер             |
| Ијан Макшејн      | наратор            |
| Џејмс А. Стивенс  | Мерлин             |
| Грегори Ву        | Сун Лок            |
| Никол Ехингер     | Абигејл Вилијамс   |